# Jaime Moll
Jaime o Jaume Moll Roqueta (Barcelona, 1926 - Madrid, 20 de octubre de 2011), musicólogo, bibliógrafo y cervantista español.

## Biografía
Se licenció en Filosofía y Letras (Historia) en la Universidad de Barcelona en 1948 y empezó a estudiar la música española medieval y renacentista bajo la tutela de Higinio Anglés y Miguel Querol como becario del Instituto Español de Musicología del Consejo Superior de Investigaciones Científicas, de cuyo Instituto fue secretario en 1952. Publicó diversas monografías sobre músicos del Renacimiento español (Cristóbal de Morales y Luis Venegas Henestrosa) y sobre antifonarios visigóticos y mozárabes.
En 1954 ingresó en el Cuerpo de Archivos, Bibliotecas y Museos y dirigió la Biblioteca de la Real Academia Española; en esta época empezó sus investigaciones sobre la historia del libro antiguo español, en particular los problemas que ofrecían las ediciones de comedias sueltas de Lope de Vega. En 1979 causó gran revuelo al publicar un trabajo fundamental en la historiografía española "Problemas bibliográficos del libro del Siglo de Oro", Boletín de la Real Academia Española, tomo 59, que supuso, en palabras de Víctor Infantes, "un antes y un después en la manera de entender el libro español antiguo". En él Moll fija primero la historia de la edición en estos siglos teniendo en cuenta el contexto histórico y de difusión de la imprenta desde el punto de vista legal: toda la legislación dada para el control de la imprenta desde los Reyes Católicos determinó la forma de trabajo de los impresores y la estructura física del libro antiguo español; en este sentido fueron especialmente influyentes la pragmática de 1558 y la real cédula de 1627. A través de esta introducción se llega al estudio de los diferentes tipos de variantes dentro de una misma edición, las emisiones y los estados con una completa casuística de cada uno de ellos. A continuación teniendo en cuenta aspectos materiales del libro pero también legales presenta una tipología propia del libro español: diferentes casos de ediciones legales (autorizadas o no autorizadas) e ilegales (sin licencias, falsificadas, contrahechas, piratas y subrepticias). Otro aspecto que puede influir en las variantes textuales y de edición es el trabajo de impresores y editores y la relación entre ellos y con el autor de la obra. En este punto otorga un papel decisivo a la labor del editor para decidir qué obras se editaron y cómo. Por último, para cerrar el artículo, define lo que debe reunir una bibliografía estructurada: un estudio material completo de las impresiones (propio de la bibliografía material anglosajona) y también un estudio de los distintos elementos que intervienen en su publicación, sin olvidar el estudio de la documentación conservada. A este estudio siguió una treintena larga de trabajos similares sobre los problemas editoriales de la producción impresa de los autores más relevantes de las letras áureas: Lope de Vega, Quevedo, Cervantes, Salas Barbadillo, etc. o sobre las cartillas para aprender a leer, los tomos facticios, los surtidos de romances y coplas, la sociología de la edición, los privilegios plantinianos, los calendarios, etc. En 1984 dio noticia del primer tratado de imprenta español, la Institución y origen del arte de la imprenta y reglas generales para los componedores de Alonso Víctor de Paredes, impreso hacia 1684 por el propio autor en tirada de un solo ejemplar, primer manual sobre la materia publicado en Europa y por tanto de significación fundamental para todos los estudios posteriores. Cada cierto tiempo reunía sus trabajos en volúmenes como De la imprenta al lector. Estudios sobre el libro español de los siglos XVI al XVIII (1994) o Problemas bibliográficos del libro del Siglo de Oro (2011). Fue profesor de la vieja Escuela de Documentalistas en la Biblioteca Nacional y a partir de 1982 fue catedrático de Bibliografía de la Universidad Complutense de Madrid. Fue también socio fundador de la Asociación de Cervantistas (1988) e investigó la recepción del Don Quijote en el siglo XVII y la imprenta de Juan de la Cuesta. Colaboró en el Boletín de la Real Academia Española y en Voz y Letra, entre otras revistas.

## Obras
- Exposición de música sagrada española: catálogo. Madrid: Biblioteca Nacional, 1954.
- Catálogo de comedias sueltas conservadas en la biblioteca de la Real Academia Española. Madrid: Real Academia Española, 1966.
- Dramas litúrgicos del siglo XVI: Navidad y Pascua Madrid: Taurus, 1967.
- Problemas bibliográficos del libro del Siglo de Oro, Impr. Aguirre, 1979.
- Les éditions de Quevedo dans la donation Olagüe à la Bibliothèque de la Casa de Velázquez, E. de Boccard, 1980.
- De la imprenta al lector. Estudios sobre el libro español de los siglos XVI al XVIII, Barcelona: Arco Libros, 1994.
- Problemas bibliográficos del libro del Siglo de Oro, Madrid: Arco Libros, 2011.